# Ekeby, Östhammars kommun
Ekeby är en kyrkby i Ekeby socken i Östhammars kommun i Uppland. SCB avgränsade här en småort mellan 1990 och 2015 och åter från 2020 till 2023. 
Ekeby ligger drygt en mil söder om Gimo och knappt en mil öster om Alunda. Här ligger Ekeby kyrka.
Ekeby finns dokumenterad första gången i markgäldsförteckningen 1312, då det fanns fyra bönder i byn. Under 1500-talet fanns här 3 mantal skatte samt en kyrkoutjord, samt en arv och egetutjord, enligt en förteckning från 1559 Gustav Vasas fädernejord.